# 김시원 (1973년)
김시원(1973년 10월 15일 ~ )은 대한민국의 배우이다. 1993년 SBS 3기 공채 탤런트로 데뷔하였으며 데뷔 때부터 본명인 김미선으로 활동해 왔다가 뒷날 현재의 예명으로 활약했는데 1992년 명지여자고등학교 졸업과 함께 기아자동차 CF모델로 잠깐 활동했다.

## 출연작

### TV드라마
- 1993년 SBS 아침연속극 《여자의 거울》
- 1994년 SBS 아침연속극 《행복하고 싶어요》
- 1995년 SBS 드라마스페셜 《신비의 거울속으로》
- 1995년 SBS 주간시트콤 《LA아리랑》
- 1996년 SBS 드라마스페셜 《8월의 신부》
- 1996년 KBS2 일일연속극 《오늘은 남동풍》 ... 이승혜 역
- 1997년 MBC 금요가족극장 《간이역》 ... 역무원 역
- 1997년 SBS 드라마스페셜 《달팽이》
- 1998년 MBC 코미디드라마 《여자 대 여자》
- 1998년 MBC 일일시트콤 《남자 셋 여자 셋》
- 1998년 MBC 주말연속극 《사랑과 성공》 ... 윤자영 역
- 1999년 KBS2 시츄에이션 《부부클리닉 사랑과 전쟁》 … 사라진신부편
- 2000년 MBC 주간시트콤 《세 친구》 ... 정의정(이의정 분)과 안연홍의 여고 동창 김혜원 역
- 2000년 SBS 월화드라마 《천사의 분노》
- 2000년 MBC 단막극 《베스트극장》
- 2001년 KBS2 일일시트콤 《쌍둥이네》

### 영화
- 1997년 《패자부활전》 ... 화영 역
- 1999년 《자귀모》 ... 차현주 역

## 방송
- 《슈퍼 TV 일요일은 즐거워》

## CF
- 라네즈화장품
- 기아자동차
- 대한항공
- 국제전화001
- 존슨 앤드 존슨

## 뮤직비디오
- 1998년 토이 - 거짓말같은 시간